# Hans Ulrich Mathys
Pour les articles homonymes, voir Mathys.
Hans Ulrich Mathys, né le 3 juin 1946 à Kölliken, est une personnalité politique suisse membre de l'Union démocratique du centre (UDC).

## Biographie
En 2003, il est élu au Conseil national.

## Weblinks
- « Biographie de Hans Ulrich Mathys », sur le site de l'Assemblée fédérale suisse.